# Патерностер (ліфт)

Схема роботи

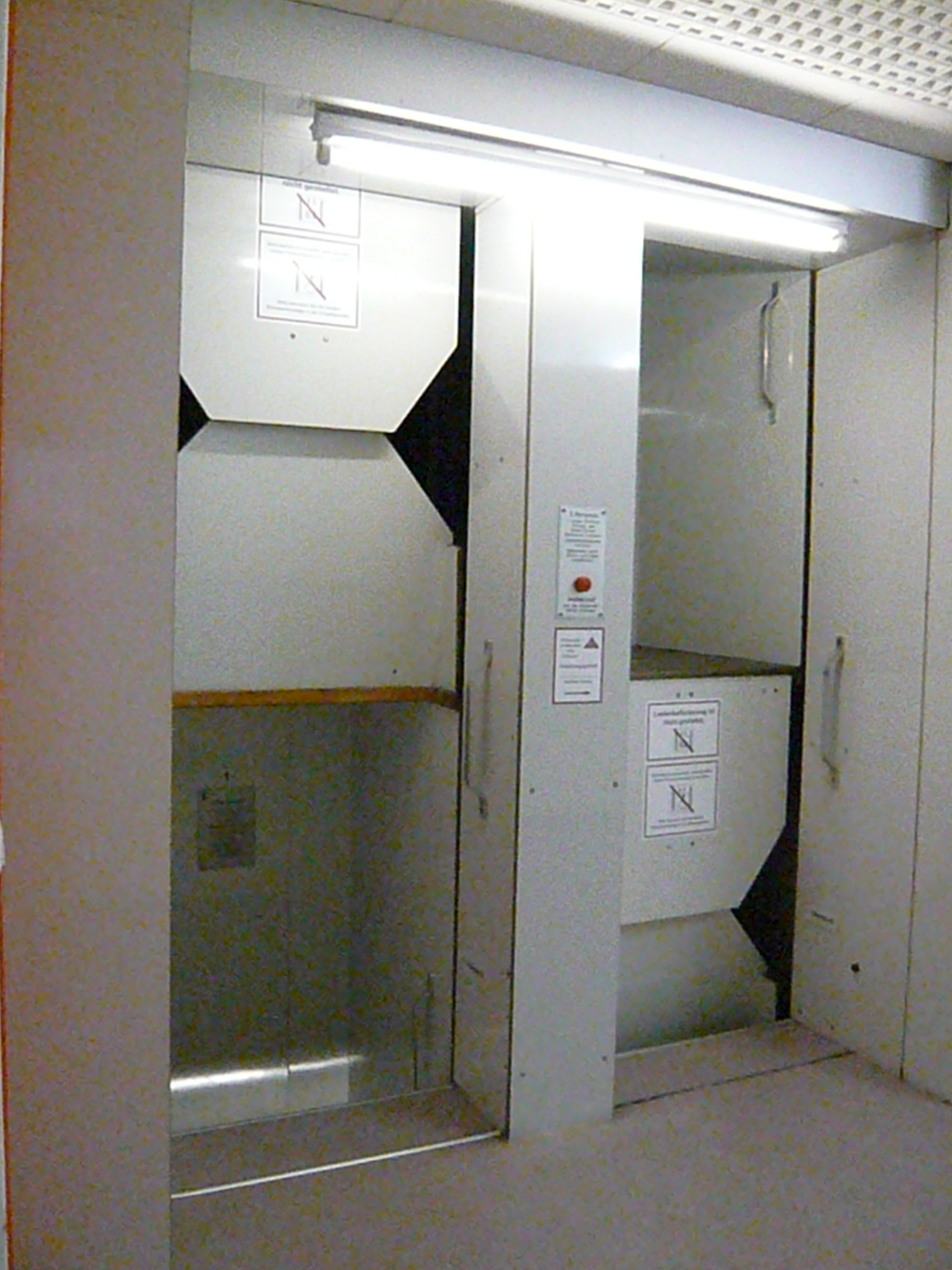
Патерностер Видавництво Neues Deutschland у Берліні, Franz-Mehring-Platz 1

Патерностер — пасажирський ліфт, що складається з відкритих кабінок без дверей, які безперервно рухаються по колу так, що одні кабінки їдуть вгору у шахті, а інші вниз.

## Назва
Назва «патерностер» походить від латинського словосполучення pater noster, яке перекладається як Отче наш, оскільки система схожа за принципом на перебирання чоток ченцями, коли вони читають молитви.

## Історія
Перший запатентований циклічний ліфт побудувала англійська компанія J & E Hall у 1884 році, використавши патент Пітера Харта. До того у 1868 році у Ліверпулі збудували патерностер, проте винахід офіційно не пройшов патентування. У першій половині 20 ст. патерностери встановлювали у Європі. Наразі їх заборонено монтувати у будинках через високий ризик травмування пасажирів. Проте деякі з них продовжують функціонувати. Працюючий патерностер відкритий для відвідувачів у Берліні, Franz-Mehring-Platz 1. Загалом у Німеччині залишився 231 діючий патерностер.

## Технологія
Пасажири можуть входити та виходити на кожному поверсі. Якщо пасажир пропустив свій поверх, можна проїхати повне коло або вийти і зайти у кабіну, що рухається у протилежному напрямі.
Патерностер має невелику швидкість 0,3 метри на секунду.

## Діючі пастерностери в Україні
В Україні достеменно відомо про один діючий патерностер. Знаходиться він в будівлі Закарпатської ОДА в Ужгороді,  на площі Народній. Споруда, зведена як Будівля Земського уряду Підкарпатської Русі, була зведена чеським архітектором Франтішеком Крупкою в 1936 році, і була оснащена двома пасажирськими ліфтами безперервної дії (патерностерами)[4], один з яких діє і досі, щоправда, тільки час від часу - запускаючись переважно в профілактичних цілях.

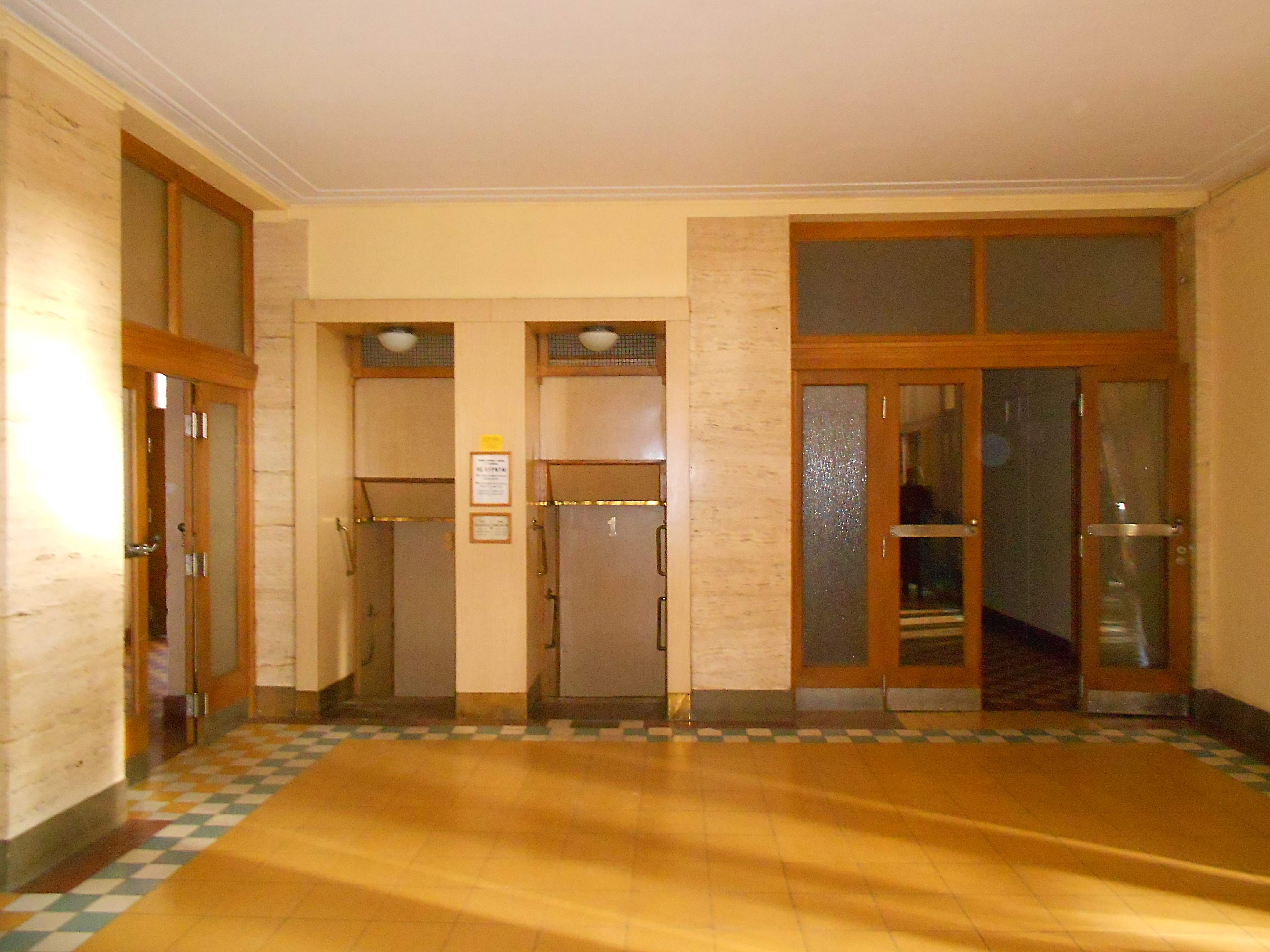
Діючий патерностер в будівлі Закарпатської ОДА, Ужгород